# Timbuktu (film)
Timbuktu är en fransk-mauretansk dramafilm från 2014 i regi av Abderrahmane Sissako. Sissako skrev även filmens manus tillsammans med Kessen Tall. Filmen hade premiär den 20 maj vid Filmfestivalen i Cannes 2014, där den tävlade om Guldpalmen.
Vid César-galan 2015 blev Timbuktu den stora vinnaren med sju priser, bland annat i kategorin Bästa film. Inför Oscarsgalan 2015 nominerades filmen i kategorin Bästa icke-engelskspråkiga film.

## Handling
Filmen skildrar ett Timbuktu som har tagits över av militanta islamister som förbjudit allt. I utkanten av staden lever Kidane (Ibrahim Ahmed dit Pino) och Satima (Toulou Kiki) ett fridfullt liv förskonade från oroligheterna. Men en olyckshändelse förändrar deras liv och de kan inte längre skydda sig från den nya regimens skoningslösa lagar.

## Rollista
- Ibrahim Ahmed dit Pino – Kidane
- Toulou Kiki – Satima
- Layla Walet Mohamed – Toya
- Mehdi A.G. Mohamed – Issan
- Kettly Noël – Zabou
- Abel Jafri – Abdelkerim
- Hichem Yacoubi – jihadist
- Fatoumata Diawara – sångerskan
- Adel Mahmoud Cherif – imamen
- Salem Dendou – jihadisternas ledare
- Mamby Kamissoko – jihadist
- Yoro Diakité – jihadist